# برايان فاهي
برايان فاهي (بالإنجليزية: Brian Fahey)‏ هو لاعب هوكي الجليد أمريكي، ولد في 2 مارس 1981 في غلينفيو في الولايات المتحدة.

## وصلات خارجية
- برايان فاهي على موقع دوري الهوكي الوطني (الإنجليزية)
- برايان فاهي على موقع EliteProspects.com (الإنجليزية)
- برايان فاهي على موقع HockeyDB.com (الإنجليزية)
- برايان فاهي على موقع Hockey-Reference.com (الإنجليزية)